# 新鄉重夫
新鄉重夫（1909年—1990年），日本工程師，出身於佐賀縣，曾為豐田、三菱及松下等企業提提供品質管理，在品質管理方面作出重大貢獻，在美國出版了不少有關品質方面的著作。
新鄉曾指出，「零損壞」就是品質要求的最高極限。另也曾發表以「防呆」（ポカヨケ，Poka-yoke）系統去完全消除錯誤。

## 外部連結
- （英文） 新鄉獎主頁 （页面存档备份，存于）